# 黃柏揚
黃柏揚（1989年7月19日—），台灣棒球選手，於2013年季末選秀會由義大犀牛以第七輪第24順位選中，並以70萬簽約金為條件加盟。曾為中華職棒富邦悍將隊投手，2017年球季結束後，轉為二軍投手助理教練。

## 經歷
- 台北縣三峽鎮安溪國小少棒隊
- 台北市萬華區東園國小少棒隊（六年級轉入，因禁賽而未出賽）
- 台北縣秀峰高中青少棒隊
- 台北縣秀峰高中青棒隊
- 萬能科技大學棒球隊
- 中華職棒兄弟二軍借將（2008年－2011年）
- 國訓中心棒球隊（2011年9月－2012年10月）
- 台北市成棒隊（2012年10月－2013年8月）
- 台東綺麗珊瑚成棒隊（2013年9月－2013年12月）
- 中華職棒義大犀牛（2014年1月10日－2016年10月31日）
- 中華職棒富邦悍將（2016年11月1日－2017年11月）
- 中華職棒義大犀牛（2014年1月10日－2016年10月31日）
- 中華職棒富邦悍將（2016年11月1日－2017年11月）
- 中華職棒富邦悍將二軍助理投手教練（2017年12月－2019年2月）
- 中華職棒富邦悍將二軍兼任助理體能教練（2017年12月1日－2019年1月）
- 中華職棒富邦悍將二軍牛棚教練（2020年1月－11月）
- 中華職棒富邦悍將二軍牛棚教練（2020年1月－11月）
- 中華職棒富邦悍將二軍兼任體能教練（2020年3月－11月）
- 中華職棒富邦悍將二軍助理體能教練（2023年－2024年）

## 職棒生涯成績
| 年度 | 球隊     | 出賽             | 先發             | 勝投             | 敗投             | 中繼             | 救援             | 完投             | 完封             | 四死             | 三振             | 責失             | 投球局數         | 自責分率         | 被上壘率         |
| ---- | -------- | ---------------- | ---------------- | ---------------- | ---------------- | ---------------- | ---------------- | ---------------- | ---------------- | ---------------- | ---------------- | ---------------- | ---------------- | ---------------- | ---------------- |
| 2014 | 義大犀牛 | 28               | 0                | 0                | 1                | 1                | 0                | 0                | 0                | 11               | 17               | 10               | 39.2             | 2.27             | 1.08             |
| 2015 | 義大犀牛 | 8                | 1                | 1                | 2                | 0                | 0                | 0                | 0                | 7                | 2                | 10               | 8.2              | 10.38            | 2.65             |
| 2016 | 義大犀牛 | 未有一軍出賽紀錄 | 未有一軍出賽紀錄 | 未有一軍出賽紀錄 | 未有一軍出賽紀錄 | 未有一軍出賽紀錄 | 未有一軍出賽紀錄 | 未有一軍出賽紀錄 | 未有一軍出賽紀錄 | 未有一軍出賽紀錄 | 未有一軍出賽紀錄 | 未有一軍出賽紀錄 | 未有一軍出賽紀錄 | 未有一軍出賽紀錄 | 未有一軍出賽紀錄 |
| 2017 | 富邦悍將 | 未有一軍出賽紀錄 | 未有一軍出賽紀錄 | 未有一軍出賽紀錄 | 未有一軍出賽紀錄 | 未有一軍出賽紀錄 | 未有一軍出賽紀錄 | 未有一軍出賽紀錄 | 未有一軍出賽紀錄 | 未有一軍出賽紀錄 | 未有一軍出賽紀錄 | 未有一軍出賽紀錄 | 未有一軍出賽紀錄 | 未有一軍出賽紀錄 | 未有一軍出賽紀錄 |
| 合計 | 2年      | 36               | 1                | 1                | 3                | 1                | 0                | 0                | 0                | 18               | 19               | 20               | 48.1             | 3.72             | 1.37             |

## 特殊事蹟
- 2015年4月19日於洲際棒球場對戰中信兄弟隊，於兩隊平手時上場中繼，靠著隊友攻下超前分，拿下個人職棒一軍生涯首場勝投。

## 外部連結
- 黃柏揚在台灣棒球維基館上的頁面（繁體中文）
- 球員資訊和成績在中華職棒官網（中文）